# Shanghai Dong Hao Lansheng Nuzi Paiqiu Julebu 2014-2015
Questa voce raccoglie le informazioni riguardanti lo Shanghai Dong Hao Lansheng Nuzi Paiqiu Julebu nelle competizioni ufficiali della stagione 2014-2015.

## Organigramma societario
Area tecnica
- Allenatore: He Jiong

## Rosa
| N° | Nome             | Ruolo | Data di nascita   | Nazionalità sportiva |
| -- | ---------------- | ----- | ----------------- | -------------------- |
| 1  | Wang Weiyi       | L     | 20 giugno 1995    | Cina                 |
| 2  | Gao Jialing      | S/O   | 4 ottobre 1993    | Cina                 |
| 3  | Lou Jialin       | L     | 2 marzo 1992      | Cina                 |
| 4  | Gu Xinwei        | S/O   | 22 maggio 1991    | Cina                 |
| 5  | Zhang Yichan     | S     | 11 febbraio 1991  | Cina                 |
| 6  | Zhu Huijing      | C     | 6 marzo 1988      | Cina                 |
| 7  | Qin Siyu         | S/O   | 2 maggio 1994     | Cina                 |
| 8  | Zhang Lei        | S/O   | 11 gennaio 1985   | Cina                 |
| 9  | Yang Jie         | S     | 1º marzo 1994     | Cina                 |
| 10 | Xu Jiujing       | C     | 13 luglio 1995    | Cina                 |
| 11 | Cui Ziting       | C     | 19 febbraio 1996  | Cina                 |
| 12 | Margareta Kozuch | S/O   | 30 ottobre 1986   | Germania             |
| 13 | Li Mohua         | S     | 21 marzo 1994     | Cina                 |
| 14 | Ji Xiaochen      | P     | 2 agosto 1994     | Cina                 |
| 15 | Ma Yunwen        | C     | 19 ottobre 1986   | Cina                 |
| 16 | Bian Yuqian      | P     | 14 giugno 1990    | Cina                 |
| 17 | Chen Yina        | S     | 21 settembre 1987 | Cina                 |
| 18 | Senna Ušić       | S     | 14 maggio 1986    | Croazia              |
| 19 | Xie Yue          | S     | 25 giugno 1995    | Cina                 |
| 20 | Xi Xi            | S     | 14 marzo 1988     | Cina                 |

## Mercato
| Acquisti | Acquisti         | Acquisti   | Acquisti   |
| R.       | Nome             | da         | Modalità   |
| -------- | ---------------- | ---------- | ---------- |
| S/O      | Zhang Lei        | İqtisadçı  | definitivo |
| C        | Cui Ziting       | giovanili  | definitivo |
| S/O      | Margareta Kozuch | Azəryol    | definitivo |
| S        | Li Mohua         | giovanili  | definitivo |
| C        | Ma Yunwen        | İqtisadçı  | definitivo |
| S        | Senna Ušić       | Eczacıbaşı | definitivo |
| S        | Xie Yue          | giovanili  | definitivo |

| Cessioni | Cessioni       | Cessioni  | Cessioni   |
| R.       | Nome           | a         | Modalità   |
| -------- | -------------- | --------- | ---------- |
| L        | Ma Xiaoying    | ?         | ?          |
| C        | Wang Jiamin    | Tianjin   | definitivo |
| S/O      | Ju Wanrong     | ?         | ?          |
| S        | Kinga Kasprzak | Çanakkale | definitivo |
| P        | Mary Spicer    | -         | ritirata   |
| C        | Heather Bown   | -         | ritirata   |
| S        | Chen Yina      | Shandong  | prestito   |

## Risultati

### Volleyball League A

#### Regular season

##### Prima fase
| 1ª giornata - 8 novembre 2014 Luwan Gymnasium, Shanghai                     | Shanghai         | 3 - 0 | Shandong         | 25-13, 25-18, 25-20               |
| 2ª giornata - 11 novembre 2014 Fujian Stadium, Fuzhou                       | Fujian           | 3 - 2 | Shanghai         | 28-26, 17-25, 29-27, 13-25, 15-11 |
| 3ª giornata - 15 novembre 2014 Luwan Gymnasium, Shanghai                    | Shanghai         | 3 - 1 | Zhejiang         | 16-25, 25-22, 28-26, 25-15        |
| 4ª giornata - 18 novembre 2014 Luwan Gymnasium, Shanghai                    | Shanghai         | 2 - 3 | Jiangsu          | 25-22, 13-25, 20-25, 25-8, 6-15   |
| 5ª giornata - 22 novembre 2014 Guangzhou Sport University Gymnasium, Canton | Guangdong Hengda | 0 - 3 | Shanghai         | 14-25, 14-25, 18-25               |
| 6ª giornata - 25 novembre 2014 Laiwu City Gymnasium, Laiwu                  | Shandong         | 0 - 3 | Shanghai         | 18-25, 18-25, 19-25               |
| 7ª giornata - 29 novembre 2014 Luwan Gymnasium, Shanghai                    | Shanghai         | 3 - 1 | Fujian           | 13-25, 25-19, 25-23, 25-21        |
| 8ª giornata - 2 dicembre 2014 Jiashan County Coliseum, Jiaxing              | Zhejiang         | 3 - 1 | Shanghai         | 28-26, 25-23, 23-25, 25-23        |
| 9ª giornata - 6 dicembre 2014 Luwan Gymnasium, Shanghai                     | Shanghai         | 3 - 0 | Guangdong Hengda | 25-17, 25-22, 25-11               |
| 10ª giornata - 9 dicembre 2014 Changzhou University Gymnasium, Changzhou    | Jiangsu          | 3 - 1 | Shanghai         | 22-25, 25-17, 25-23, 25-14        |

##### Seconda fase
| 11ª giornata - 13 dicembre 2014 SISU Gymnasium, Shanghai            | Shanghai | 1 - 3 | Beijing  | 21-25, 25-17, 20-25, 23-25        |
| 12ª giornata - 16 dicembre 2014 Luwan Gymnasium, Shanghai           | Shanghai | 3 - 2 | Bayi     | 25-22, 16-25, 27-29, 25-20, 15-12 |
| 13ª giornata - 20 dicembre 2014 Glory Stadium, Pechino              | Beijing  | 3 - 0 | Shanghai | 28-26, 25-20, 25-23               |
| 14ª giornata - 23 dicembre 2015 Yuanping Gymnasium, Shenzhen        | Bayi     | 2 - 3 | Shanghai | 25-21, 23-25, 25-21, 20-25, 13-15 |
| 15ª giornata - 27 dicembre 2015 Luwan Gymnasium, Shanghai           | Shanghai | 3 - 0 | Tianjin  | 25-18, 25-19, 25-19               |
| 16ª giornata - 30 dicembre 2015 Luwan Gymnasium, Shanghai           | Shanghai | 3 - 0 | Liaoning | 25-22, 25-23, 25-18               |
| 17ª giornata - 3 gennaio 2015 Tianjin Sports Center, Tientsin       | Tianjin  | 2 - 3 | Shanghai | 20-25, 25-20, 25-18, 21-25, 17-19 |
| 18ª giornata - 6 gennaio 2015 Nationality College Gymnasium, Dalian | Liaoning | 0 - 3 | Shanghai | 22-25, 20-25, 18-25               |

#### Play-off scudetto

##### Semifinale
| Gara 1 - 10 gennaio 2015 Luwan Gymnasium, Shanghai                 | Shanghai | 3 - 2 | Jiangsu  | 21-25, 21-25, 28-26, 25-23, 15-12 |
| Gara 2 - 13 gennaio 2015 Changzhou University Gymnasium, Changzhou | Jiangsu  | 2 - 3 | Shanghai | 21-25, 25-21, 17-25, 28-26, 9-15  |

##### Finale
| Gara 1 - 24 gennaio 2015 Luwan Gymnasium, Shanghai    | Shanghai | 1 - 3 | Bayi     | 29-31, 21-25, 25-20, 28-30 |
| Gara 2 - 27 gennaio 2015 Luwan Gymnasium, Shanghai    | Shanghai | 1 - 3 | Bayi     | 18-25, 23-25, 25-23, 18-25 |
| Gara 3 - 31 gennaio 2015 Yuanping Gymnasium, Shenzhen | Bayi     | 0 - 3 | Shanghai | 20-25, 15-25, 20-25        |
| Gara 4 - 3 febbraio 2015 Yuanping Gymnasium, Shenzhen | Bayi     | 3 - 0 | Shanghai | 25-10, 25-20, 25-17        |

## Statistiche

### Statistiche di squadra
| Competizione        | Punti | In casa | In casa | In casa | In trasferta | In trasferta | In trasferta | Totale | Totale | Totale |
| Competizione        | Punti | G       | V       | P       | G            | V            | P            | G      | V      | P      |
| ------------------- | ----- | ------- | ------- | ------- | ------------ | ------------ | ------------ | ------ | ------ | ------ |
| Volleyball League A | 23    | 12      | 8       | 4       | 12           | 7            | 5            | 24     | 15     | 9      |
| Totale              | -     | 12      | 8       | 4       | 12           | 7            | 5            | 24     | 15     | 9      |

G = partite giocate; V = partite vinte; P = partite perse

### Statistiche dei giocatori
| Giocatore | Volleyball League A | Volleyball League A | Volleyball League A | Volleyball League A | Volleyball League A | Totale | Totale | Totale | Totale | Totale |
| Giocatore | P                   | PT                  | AV                  | MV                  | BV                  | P      | PT     | AV     | MV     | BV     |
| --------- | ------------------- | ------------------- | ------------------- | ------------------- | ------------------- | ------ | ------ | ------ | ------ | ------ |
| Bian Y.   | ?                   | ?                   | ?                   | ?                   | ?                   | ?      | ?      | ?      | ?      | ?      |
| Chen Y.   | ?                   | ?                   | ?                   | ?                   | ?                   | ?      | ?      | ?      | ?      | ?      |
| Cui Z.    | ?                   | ?                   | ?                   | ?                   | ?                   | ?      | ?      | ?      | ?      | ?      |
| Gao J.    | ?                   | ?                   | ?                   | ?                   | ?                   | ?      | ?      | ?      | ?      | ?      |
| Gu X.     | ?                   | ?                   | ?                   | ?                   | ?                   | ?      | ?      | ?      | ?      | ?      |
| Ji X.     | ?                   | ?                   | ?                   | ?                   | 23                  | ?      | ?      | ?      | ?      | 23     |
| M. Kozuch | ?                   | 311                 | 259                 | 22                  | 30                  | ?      | 311    | 259    | 22     | 30     |
| Li M.     | ?                   | ?                   | ?                   | ?                   | ?                   | ?      | ?      | ?      | ?      | ?      |
| Lou J.    | ?                   | ?                   | ?                   | ?                   | ?                   | ?      | ?      | ?      | ?      | ?      |
| Ma Y.     | ?                   | 205                 | 145                 | 37                  | 23                  | ?      | 205    | 145    | 37     | 23     |
| Qin S.    | ?                   | ?                   | ?                   | ?                   | ?                   | ?      | ?      | ?      | ?      | ?      |
| S. Ušić   | ?                   | 399                 | 337                 | 35                  | 27                  | ?      | 399    | 337    | 35     | 27     |
| Wang W.   | ?                   | ?                   | ?                   | ?                   | ?                   | ?      | ?      | ?      | ?      | ?      |
| Xi X.     | ?                   | ?                   | ?                   | ?                   | ?                   | ?      | ?      | ?      | ?      | ?      |
| Xie Y.    | ?                   | ?                   | ?                   | ?                   | ?                   | ?      | ?      | ?      | ?      | ?      |
| Xu J.     | ?                   | 186                 | 112                 | 52                  | 22                  | ?      | 186    | 112    | 52     | 22     |
| Yang J.   | ?                   | ?                   | ?                   | ?                   | ?                   | ?      | ?      | ?      | ?      | ?      |
| Zhang L.  | ?                   | 117                 | 99                  | 6                   | 12                  | ?      | 117    | 99     | 6      | 12     |
| Zhang Y.  | ?                   | 309                 | 262                 | 24                  | 23                  | ?      | 309    | 262    | 24     | 23     |
| Zhu H.    | ?                   | ?                   | ?                   | ?                   | ?                   | ?      | ?      | ?      | ?      | ?      |

P = presenze; PT = punti totali; AV = attacchi vincenti; MV = muri vincenti; BV = battute vincenti